# Avlona
Avlona este un oraș în Grecia în prefectura Xanthi.